# Deserto costiero del mar Rosso
Il Deserto costiero del mar Rosso è una ecoregione terrestre della ecozona afrotropicale appartenente al bioma dei Deserti e macchia xerofila (codice ecoregione: AT1317) che si sviluppa per circa 56.300 km² lungo le coste del Mar Rosso di Egitto e Sudan.
Lo stato di conservazione è considerato Vulnerabile.

## Territorio
L'ecoregione si sviluppa per oltre 1200 km lungo la costa occidentale del Mar Rosso dal Golfo di Suez a Porto Sudan. Si estende per circa 15-20 km dalla costa interna verso una catena montuosa costiera con picchi che raggiungono i 2187 m. Il territorio è delimitato ad est dal mare, ad ovest dalla regione del Deserto del Sahara centrale nella parte egiziana e dalla regione della Steppa e boscaglie del Sahara meridionale nella porzione sudanese e a sud dalla regione della Savana ad acacia del Sahel.
Le rocce che formano il sottosuolo sono sia ignee che sedimentarie (calcaree), con suoli principalmente litosolici. L'ecoregione si trova in una zona piovosa invernale. Nelle aree costiere le precipitazioni sono scarse, con circa 3 mm di pioggia all'anno, ma in montagna, in particolare lungo le pendici orientali, le piogge sono molto più consistenti. Le montagne costiere ricevono sia "precipitazioni di nebbia" dalle nuvole sia forti piogge da temporali occasionali. Le montagne meridionali, come il Gebel Elba, sono più vicine al Mar Rosso e quindi ricevono maggiori precipitazioni di nebbia rispetto alle montagne settentrionali. In molte aree si sviluppa una fitta copertura di vegetazione annuale dopo le precipitazioni. In anni di forti piogge, ci possono essere inondazioni torrenziali lungo gli wadi (corsi d'acqua intermittenti), che drenano le montagne sia ad ovest (verso il Nilo) che ad est (fino al Mar Rosso). Le temperature massime medie nelle pianure variano da 21 a 30 °C e le temperature minime medie vanno da 18 a 3 °C sulle cime delle montagne. In inverno si verificano frequentemente gelate a quote più elevate.
Il territorio comprende il Triangolo di Hala'ib, un'area contesa fra Egitto e Sudan, e il Gebel Elba, una montagna posta al vertice sud-orientale di tale area.

## Flora

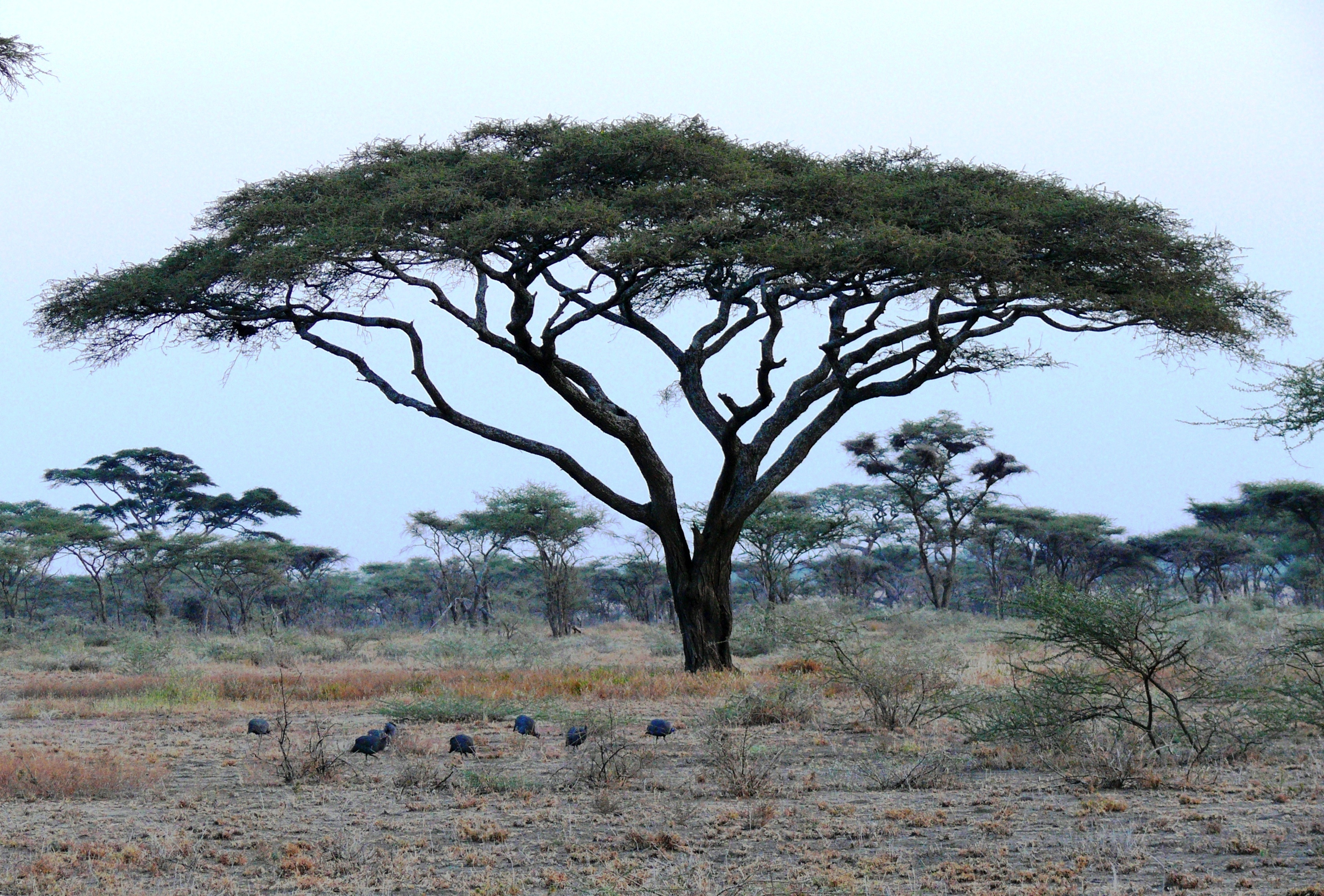
Acacia tortilis.

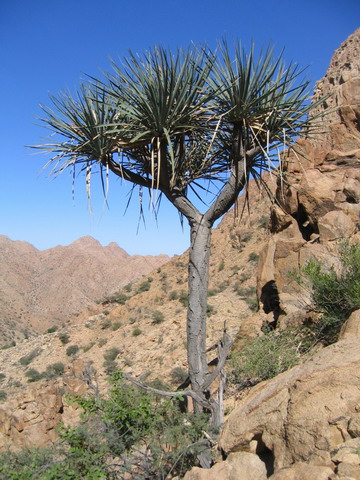
Dracaena ombet sul Gebel Elba.

L'ecoregione è costituita da quattro principali di tipi di habitat: mangrovie, saline litoranee, pianura costiera e montana.
Lungo la costa Avicennia marina e Rhizophora mucronata caratterizzano le paludi di mangrovie. Tra le alofite delle saline litoranee figurano Halocnemum strobilaceum, Arthrocnemum macrostachyum, Zygophyllum album, Nitraria retusa, Suaeda monoica, Salicornia fruticosa, Halopeplis perfoliata e Tamarix nilotica.
La pianura desertica costiera è caratterizzata da vegetazione xerofitica dominata da specie quali Hammada elegans, Anabasis articulata, Launaea spinosa, Leptadenia pyrotechnica, Zygophyllum coccineum, Salvadora persica, Acacia ehrenbergiana, Calotropis procera, Salsola baryosma, Zilla spinosa e Aerva javanica. Accanto agli wadi e in altre aree più umide della pianura si può trovare anche una vegetazione boschiva costituita da Acacia tortilis, A. raddiana, A. ehrenbergiana, Euphorbia cuneata e Balanites aegyptiaca.
In montagna, i pendii rivolti ad est sostengono una vegetazione più ricca rispetto ai versanti occidentali, comprese piante che amano l'acqua come Phragmites australis e Imperata cylindrica. Gli wadi montani sostengono una ricca flora, tra cui l'albero Moringa peregrina. Il gruppo montuoso del Gebel Elba, un'area di transizione tra i regni Afrotropicale e Paleartico, ospita la vita vegetale più ricca della regione, in particolare sui suoi versanti nord ed est. Sui pendii rivolti a nord, l'Euphorbia cuneata domina le quote più basse, l'E. nubica cresce a quote medie e la Dracaena ombet si trova nella zona di nebbia alle quote più alte.

## Fauna

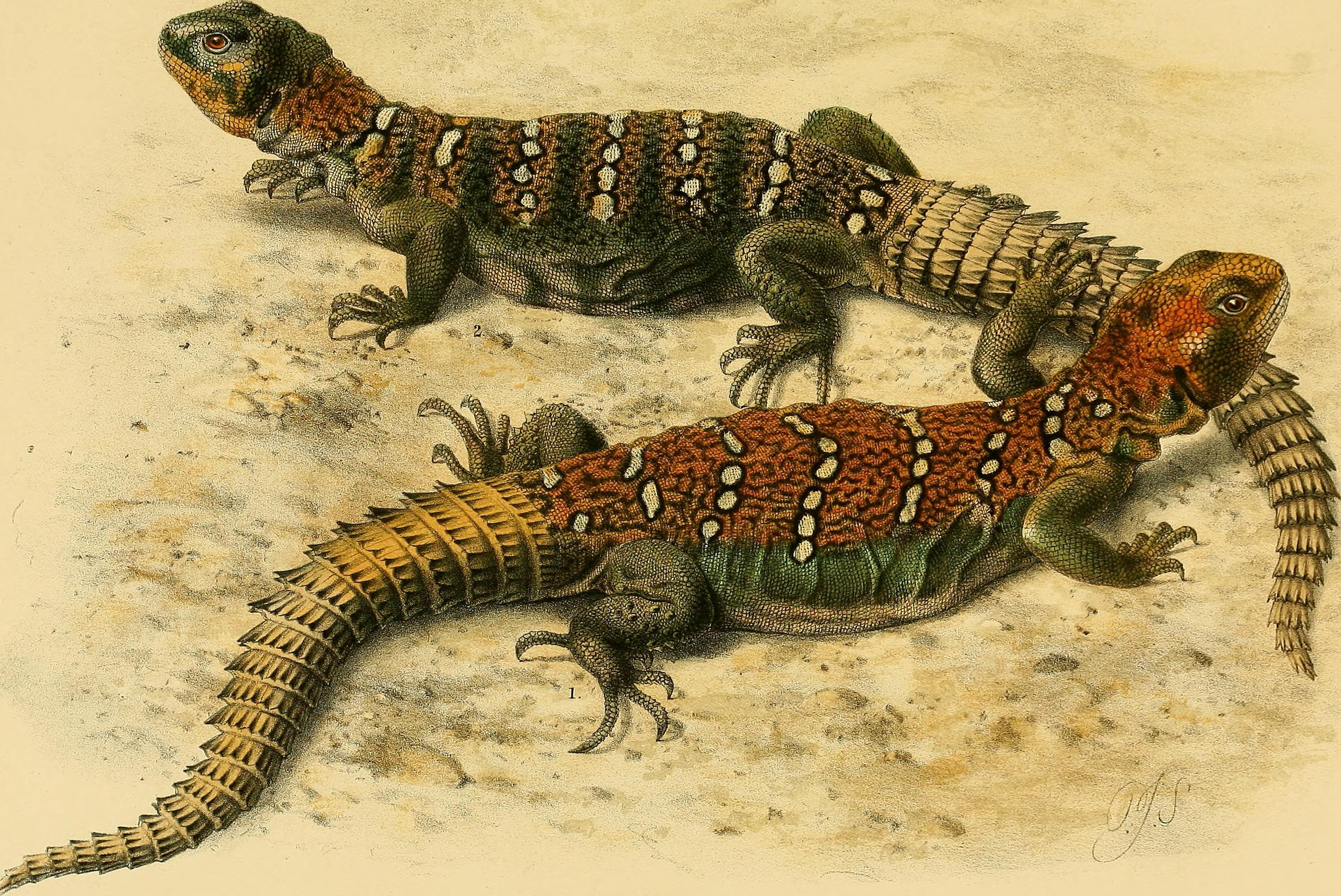
Uromastyx ocellata.

Sebbene l'ecoregione ospiti un gran numero di specie di mammiferi, la crescente pressione venatoria ha ridotto il numero delle popolazioni rimanenti. Alcune specie si trovano solo nelle aree montane, come lo stambecco della Nubia (Capra nubiana), il protele (Proteles cristata) e la capra berbera (Ammotragus lervia). Altri mammiferi presenti nella regione sono la gazzella dorcade (Gazella dorcas), la procavia del Capo (Procavia capensis) e la volpe pallida (Vulpes pallida).
Il deserto costiero del Mar Rosso si trova lungo una delle maggiori rotte di migrazione degli uccelli paleartico-afrotropicali, e milioni di esemplari attraversano l'ecoregione ogni anno. I migranti volano verso nord da fine febbraio ai primi di maggio e tornano ai terreni di svernamento nell'Africa subsahariana da luglio a ottobre. Le aree montane della regione offrono un'area di sosta importante per queste specie. Fra i grandi uccelli che sostano nell'area durante le migrazioni primaverili e autunnali troviamo la cicogna bianca (Ciconia ciconia), il pellicano comune (Pelecanus onocrotalus), l'aquila imperiale (Aquila heliaca), l'aquila delle steppe (A. nipalensis), la poiana (Buteo buteo), il falco pecchiaiolo (Pernis apivorus), il grillaio (Falco naumanni) e lo sparviere levantino (Accipiter brevipes). Diverse aree costiere e isole vicine alla costa sono state riconosciute come importanti aree avicole, in particolare come siti di riproduzione, tra cui il Gebel el-Zeit, l'arcipelago di Hurghada, le isole di Wadi Gimal, Qulân e Zabargad, le isole Siyal e Rawabel e il Gebel Elba. L'arcipelago di Hurghada ospita la più grande popolazione nidificante conosciuta di gabbiano occhibianchi (Ichthyaetus leucophthalmus) del mondo.
Questa ecoregione ospita anche diverse specie di rettili, sebbene gran parte dell'area non sia stata esaminata. In alcune regioni vi sono importanti popolazioni di Uromastyx ocellata.

## Popolazione
La popolazione umana dell'ecoregione è molto piccola e le densità sono inferiori a cinque abitanti per chilometro quadrato. La maggior parte delle persone non è residente ma è nomade (come i Bischarin, che risiedono nella zona per brevi periodi di tempo) o vive vicino al fiume Nilo, dove c'è un approvvigionamento idrico migliore. La parte più settentrionale dell'ecoregione sostiene una popolazione più numerosa a causa della sua vicinanza al Cairo.

## Conservazione
L'ecoregione del deserto costiero del Mar Rosso è fragile ma in gran parte indisturbata. Le principali minacce includono il pascolo eccessivo, la caccia, l'alterazione dell'habitat e la raccolta di legna da ardere.
Le principali aree protette della regione sono:
- il Parco nazionale di Wadi El Gemal[3];
- il Parco nazionale di Gebel Elba[3].

Ci sono inoltre alcune aree definite Important Bird Area da BirdLife International:
- l'isola di Zabargad[4];
- l'arcipelago di Hurghada[5];
- il Gebel el-Zeit[6];
- Ain Sukhna[7].